# Katharina Risch
Katharina Teresa Risch (* 9. November 2004 in Vaduz) ist eine liechtensteinische Fussballspielerin.

## Karriere

### Vereine
Risch spielte zunächst in der Jugend für den in ihrem Geburtsort ansässigen FC Vaduz, bevor sie sich im Alter von 15 Jahren in die Schweiz begab.
In der Schweiz spielt sie für den FC St. Gallen, der von 2017 bis 2022 noch den Namen FC St. Gallen-Staad trug. In ihrer Premierensaison 2020/21 wurde sie in sechs Punktspielen eingesetzt, wobei sie am 13. August 2020 (1. Spieltag) beim 2:0-Sieg im Heimspiel gegen den Grasshopper Club Zürich in der Women’s Super League, der höchsten Spielklasse im Schweizer Frauenfussball, debütierte. Mit ihren Einsätzen in den ersten drei Runden, zuletzt im Achtelfinal des Schweizer Cup-Wettbewerbs am 19. November 2022 beim 7:0-Sieg über den FC Staad, hatte sie Anteil am späteren Finaleinzug ihrer Mannschaft.

### Nationalmannschaft
Risch debütierte als Nationalspielerin für die U16-Nationalmannschaft Liechtensteins und bestritt vom 26. April 2018 bis zum 31. März 2018 ihre ersten sieben Länderspiele.
Für die Schweizer U17-Nationalmannschaft bestritt sie einzig das am 8. Oktober 2020 in Tägerig mit 2:1 gegen die U17-Nationalmannschaft Österreichs ausgetragene Freundschaftsländerspiel. Dabei erzielte sie mit dem Treffer zum Ausgleich in der 29. Minute auch ihr erstes Länderspieltor. Am 26. und 29. November 2021 kam sie in zwei Länderspielen der U19-Nationalmannschaft gegen die U19-Nationalmannschaft Dänemarks im spanischen Oliva zum Einsatz, die beide, mit 0:2 und 1:2, verloren wurden.
Für die U19-Nationalmannschaft Liechtensteins bestritt sie im Zeitraum vom 8. November 2022 bis zum 11. April 2023 fünf Länderspiele in der ersten und zweiten Qualifikationsrunde für die vom 18. bis 30. Juli 2023 in Belgien stattfindende Europameisterschaft. Lediglich gegen die U19-Nationalmannschaft Litauens wurde ein Punkt erkämpft, die restlichen Spiele gegen die U19-Nationalmannschaften Islands (0:8), der Färöer (0:4), Schottlands (0:7) und Albaniens (0:2) wurden allesamt verloren.
Risch debütierte für die A-Nationalmannschaft Liechtensteins am 13. Juli 2023 in Pristina bei der 0:4-Niederlage im Freundschaftsspiel gegen die Nationalmannschaft Kosovos, gegen die sie auch drei Tage später an selber Stätte mit 0:2 verlor.

## Erfolge
- Schweizer Cup-Finalist 2023